# Melodramma (film)
Melodramma è un film del 1934 diretto da Giorgio Simonelli.
Girato presso gli studi della Cines di Roma, è la versione italiana di quelle precedenti franco-tedesche, tratte dal romanzo Melò di Henri Bernstein.

## Trama
La moglie di un musicista si innamora di un famoso violinista, ma l'idillio tra i due è interrotto dall'improvvisa malattia del marito che obbliga la donna a rinunciare all'amore. In una drammatica notte la signora ha un incubo, sogna di avvelenare il marito infermo ed essere finalmente libera, si sveglia improvvisamente e spinta dal panico esce di casa, correndo per i campi senza accorgersi del vicino fiume dove precipita e annega.

## La critica
Filippo Sacchi nelle pagine del Corriere della Sera del 16 novembre 1934, « Tratto dal famoso romanzo il film non offre che una modesta copia della situazione originale. Chi ha dato ad Elsa Merlini il cattivo consiglio di presentarsi in questa parte, che non ha cinematograficamente nessuna possibilità per lei».